# Pia Reyes
Pia Reyes (Manila, 3 de julio de 1964) es una modelo y actriz filipino-estadounidense. Fue la Playmate del mes en noviembre de 1988 para la revista Playboy, y aparició en la película de horror de culto de 1993 Return of the Living Dead 3 y On Deadly Ground (1994), junto a otros proyectos.

## Primeros años
Reyes nació en Manila, Filipinas, la quinta de ocho hijos, y se convirtió en ciudadana estadounidense en 1969, junto a sus siete hermanos. Su padre Antonio M. Reyes, era un ingeniero mecánico que trabajó y construyó máquinas para los buques de guerra de los Estados Unidos de América. Su madre, Carlina A. Reyes, era profesora de inglés y pianista clásica. Más tarde, se convirtió en Directora de TARP en la Universidad de Temple, Filadelfia. Antonio Reyes trabajó para Sun Oil y Stone and Webster en construcción naval. Los Reyes trasladaron a su familia más tarde a Haverford, Pensilvania. Reyes se graduó en el Haverford High School en el Municipio de Haverford, Pensilvania en 1979, donde jugó al hockey sobre césped, baloncesto, tenis y lacrosse.
Reyes consiguió su Grado en Publicidad y Marketing por la Universidad Estatal de Pensilvania en 1984. Se carteó durante tres años seguidos desde 1980 hasta 1982 con la entrenadora del equipo de lacrosse de los Nittany Lions, Gillian Rattray.
Estudió Arquitectura en la Universidad Estatal de Pensilvania antes de cambiar su especialidad.
Su carrera cinematográfica incluye papeles en Auntie Lee's Meat Pies (1992) con Karen Black, Return of the Living Dead 3 (1993), On Deadly Ground (1994), Sinful Intrigue (1995), y Alien Abduction: Intimate Secrets (1996).

## Controversias
Reyes estuvo casada con el estafador francés condenado, Christophe Rocancourt, con quien tiene un hijo, Zeus.  El 27 de abril de 2001, ella y Rocancourt fueron arrestados en Oak Bay, Columbia Británica, Canadá. Rocancourt fue acusado por fraude, pero Reyes fue inmediatamente, liberada después de que las autoridades determinaran que no estuvo involucradas en las actividades fraudulentas de su marido.
Más tarde, se trasladó a Nueva York y se apuntó en 2009 al Programa Certificado Avanzado de la Escuela de Estudios Profesionales y Continuos de Gestión de Cartera de NYU.